# 左大都尉 (且鞮侯单于之子)
左大都尉（?—?），中國西汉年间匈奴且鞮侯单于之子，狐鹿姑单于之异母弟，名不詳，狐鹿姑单于即位后，封為左大都尉。
左大都尉贤能，匈奴国人都心向於他，狐鹿姑单于之母阏氏，害怕单于不立子而立左大都尉，于是私自派人杀了左大都尉。左大都尉同母兄怨恨，于是不肯再朝见单于庭。前85年，单于病重将死时，对诸贵人说：“我子年少，不能治国，当立弟右谷蠡王。”狐鹿姑单于死後，卫律等与颛渠阏氏合谋，封锁单于去世的消息，伪称单于的命令，与贵人结盟，立单于的儿子左谷蠡王为壶衍鞮单于。